# E. Lynn Harris
Everette Lynn Harris (20 juin 1955 - 23 juillet 2009) est un écrivain américain. Il est parvenu à entrer 10 fois de suite dans la New York Times Best Seller list, ce qui est en fait l'un des écrivains les plus vendus de son époque. Ouvertement gay, il est connu pour ses descriptions d'hommes afro-américains cachant leur homosexualité.

## Œuvres
- Invisible Life (auto-édition en 1991, édité en 1994)
- Just As I Am (1995), gagnant du Blackboard's Novel of the Year Award
- And This Too Shall Pass (1997)
- If This World Were Mine (1998), gagnant du James Baldwin Award for Literary Excellence
- Abide With Me (1999)
- Not A Day Goes By (2000)
- Money Can't Buy Me Love (2000) (nouvelle), in Got to Be Real – 4 Original Love Stories d'Eric Jerome Dickey, Marcus Major, E. Lynn Harris and Colin Channer (2001)
- Any Way the Wind Blows (2002), gagnant du Blackboard's Novel of the Year Award*
- A Love of My Own (2003), gagnant of Blackboard's Novel of the Year Award
- What Becomes Of The Brokenhearted – A Memoir (2003)
- Freedom in This Village: Twenty-Five Years of Black Gay Men's Writing, 1979 to the Present (direction, 2005)
- I Say a Little Prayer (2006)
- Just Too Good To Be True (2008)
- Basketball Jones (2009)
- Mama Dearest (2009) (sortie posthume)
- In My Father's House (2010) (sortie posthume)